# Stabilimento Stellantis di Warren
Lo stabilimento Stellantis di Warren (Warren Truck Assembly) è una fabbrica che produce automobili a Warren in Michigan, attualmente gestita da FCA US LLC.

## Storia
Lo stabilimento fu costruito nel 1938 da Dodge per produrre veicoli militari e pickup che fino al 1985 fabbricò un totale di 6.767.213 veicoli.
La struttura fu sede della produzione del Ramcharger dal 1974 al 1985 e del Dodge Dakota, prodotto dal 1987 al 2011 con oltre 2,75 milioni di esemplari realizzati.
Dal 1980 iniziò la produzione del Dodge Ram e dal 2019 è rimasto l'unico impianto produttivo di FCA a realizzare il Ram 1500 Classic.
L'8 gennaio 2017 FCA annunciò che avrebbe investito un totale di 1 miliardo di dollari per riorganizzare e modernizzare lo stabilimento di Warren al fine di produrre i nuovi Jeep Wagoneer e Grand Wagoneer.

## Automobili prodotte

### Auto in produzione
| Foto | Marca | Modello        | Inizio produzione |
| ---- | ----- | -------------- | ----------------- |
|      | Jeep  | Wagoneer       | 2021              |
|      | Jeep  | Grand Wagoneer | 2021              |

### Auto fuori produzione
| Foto | Marca      | Modello          | Inizio produzione | Fine produzione |
| ---- | ---------- | ---------------- | ----------------- | --------------- |
|      | Dodge      | WC               | 1940              | 1945            |
|      | Dodge      | T-, V-, W-Series | 1939              | 1947            |
|      | Dodge      | B series         | 1948              | 1953            |
|      | Dodge      | C series         | 1954              | 1960            |
|      | Dodge      | M37              | 1951              | 1968            |
|      | Dodge      | A100             | 1964              | 1970            |
|      | Dodge      | Travco           | 1965              | 1980            |
|      | Dodge      | D series         | 1960              | 1993            |
|      | Dodge      | Ramcharger       | 1974              | 1993            |
|      | Dodge      | Dakota           | 1986              | 2009            |
|      | Mitsubishi | Raider           | 2005              | 2009            |
|      | Dodge      | Ram              | 1980              | 2010            |
|      | Ram        | Dakota           | 2009              | 2011            |
|      | Ram        | 1500 Classic     | 2010              | 2024            |